# Rote Flüh

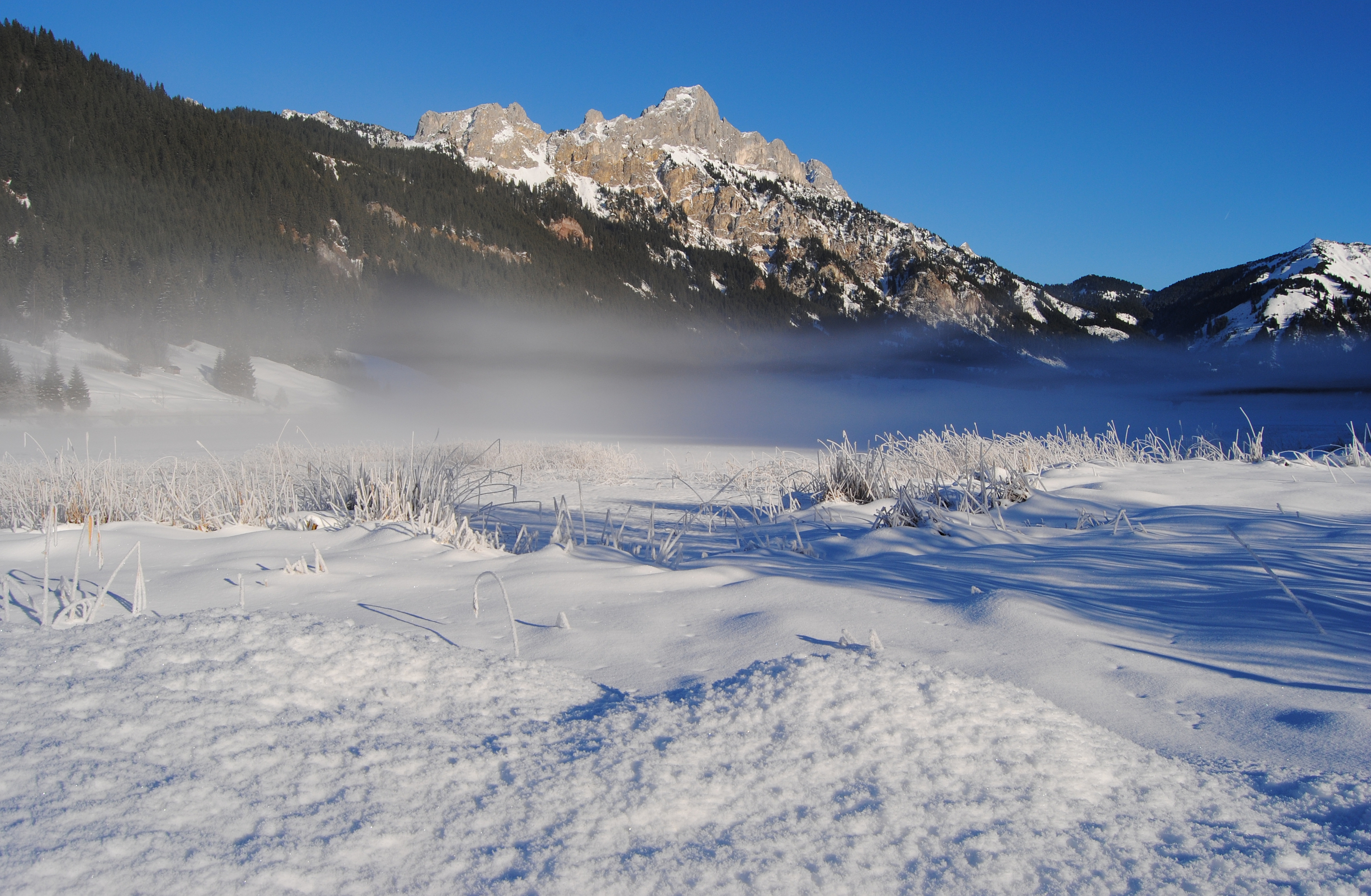
Rote Flüh gezien vanuit het westen over de grondmist van de Haldensee

De Rote Flüh is een berg in de Tannheimer Berge, een ondergroep van de Allgäuer Alpen in Tirol, Oostenrijk. De berg ligt op een hoogte van 2108 meter boven het Adriatische Zeeniveau en wordt gevormd door weersteenkalk (Wettersteinkalk).